# Invisible Cinema

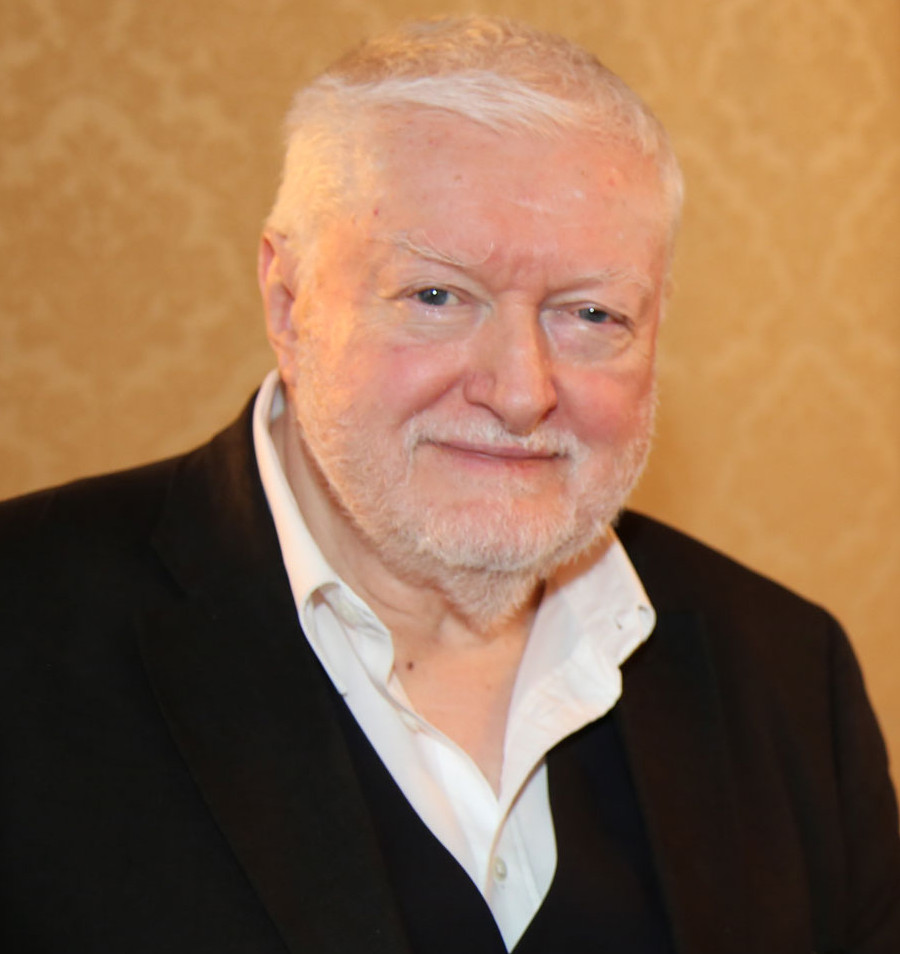
Peter Kubelka, inventor de l'Invisible Cinema.

L'Invisible Cinema és una sala de cinema experimental dissenyada pel cineasta, arquitecte i músic austríac Peter Kubelka l'any 1970. Va ser el primer lloc d'exposició de l'Anthology Film Archive de Nova York. Un auditori completament negre d'aproximadament 90 seients on els espectadors visualitzaven la projecció de manera individual, separats per files i seients amb parets altes i una petita part superior semblant a una caputxa. Aquest espai avanguardista on els usuaris havien de seguir una sèrie de normes de comportament va existir només durant quatre anys a Austria, però la tecnologia d’aquest auditori ha estat utilitzada posteriorment.

## Concepció
El terme invisible és aplicat pel mateix Peter Kubelka per la senzillesa de l'arquitectura i disseny de la sala que té com a intenció no desviar l'atenció de l'espectador. Dins l'auditori, la pantalla és l'únic estímul de l'usuari, ni tan sols existeix cortina davant la pantalla, qualsevol element relacionat amb el teatre és eliminat.

La funció del cinema és que el missatge filmat pel cineasta arribi a l'espectador amb la mínima quantitat d’elements perduda. Per aquest motiu, tots els elements són negres: els seients, les parets, la catifa que cobreix el terra i fins i tot, les portes. L'aïllament entre els diferents usuaris no només és visual, també és acústic, impossibilitant la interacció i distracció entre ells. L'única font de so és la de la pantalla individual.

## Experiència
Es facilita la completa concentració gràcies a l'aïllament i la foscor, però tot i la individualització dels usuaris, es podia sentir la presència d'altres persones. Les persones que formen part de l'exclusiu grup que van ser espectadors de l’Invisible Cinema determinen l'experiència com a immersiva. A més, el cinema comptava amb una sèrie de normes com no accedir a la sala un cop començada la pel·lícula o mantenir el silenci durant tota la projecció. La manca de relació verbal mitjançant el silenci no implica l'absoluta absència de comunicació, la sensació de dues persones sentint i experimentant el mateix alhora, es pot considerar comunicació en si mateixa. L'experiència per tant era una projecció comuna però amb la peculiaritat de dividir els individus per aconseguir un grau d'atenció encara més elevat.
Descrit per Peter Kubelka com una "màquina visual", l’Invisible Cinema aparentment va provocar sensacions de flotació, somnolència i forta absorció entre els seus espectadors, però també va donar un pes inesperat a la col·lectivitat del públic.